# ابراهیم کاس
ابراهیم کاس (انگلیسی: İbrahim Kaş؛ زادهٔ ۲۰ سپتامبر ۱۹۸۶) بازیکن فوتبال اهل ترکیه است که در پست مدافع میانی یا دفاع راست بازی می‌کند.
وی همچنین در تیم ملی فوتبال ترکیه بازی کرده‌است.